# Red Bull Powertrains
A Red Bull Powertrains, também conhecida como RBPT, é uma empresa de desenvolvimento, fabricação e manutenção de motores de Fórmula 1 de propriedade do conglomerado austríaco Red Bull GmbH. A empresa foi formada em 2021 para assumir a operação dos motores da Fórmula 1 desenvolvidos pela Honda a partir de 2022, após a saída da fabricante japonesa da categoria em 2021.
A Red Bull Powertrains assumirá total responsabilidade pelo fornecimento, fabricação e operação do motor a partir de 2026, quando a empresa será renomeada para Red Bull Ford Powertrains, após formar uma parceria com a Ford Performance.

## História
Em fevereiro de 2021, a Red Bull Advanced Technologies assinou um acordo de distribuição exclusiva de motores de Fórmula 1 com a Honda para começar na temporada de 2022, após a montadora japonesa deixar a Fórmula 1 no final da temporada de 2021. Os motores projetados e construídos pela Honda foram adquiridos pela Red Bull Powertrains e receberam o emblema "RBPT" durante a temporada de 2022, refletindo a saída oficial da Honda da Fórmula 1. A Red Bull Powertrains fornece motores para suas duas equipes que atualmente competem na Fórmula 1, a Red Bull Racing e a Scuderia AlphaTauri, desde a temporada de 2022, depois que a Honda permitiu que a Red Bull usasse sua tecnologia de Fórmula 1.
Em 23 de abril de 2021, foi anunciado a contratação de Ben Hodgkinson como diretor técnico da Red Bull Powertrains. Com Hodgkinson, que era o chefe de engenharia mecânica da Mercedes AMG High Performance Powertrains desde 2017, e tendo trabalhado na sede da montadora em Brixworth por 20 anos, se tornando na primeira grande contratação para a divisão de motores da Red Bull. No dia 6 do mês seguinte, a Red Bull anunciou a contratação de mais cinco funcionários seniores de motores da Mercedes, são eles: Steve Blewett (que será o diretor de produção da unidade de potência da Red Bull), Omid Mostaghimi (chefe de motorizações, eletrônicos e recuperação de energia), Pip Clode (chefe de design mecânico do setor de recuperação de energia), Anton Mayo (chefe do projeto da unidade de potência a combustão) e Steve Brodie (líder de operações do motor a combustão). Em 31 de julho de 2022, foi anunciado a contratação de Phil Prew, que trabalhava na divisão de motores da Mercedes desde 2016. Com essas contratações tendo o objetivo de fornecer capacidade técnica à empresa austríaca para a operação e manutenção das unidades de potência fabricadas pela Honda e, também, impulsionar seu novo projeto de desenvolvimento e fabricação de suas próprias unidades de potência a partir da temporada de 2026, quando a Fórmula 1 introduzirá um novo regulamento de motores.
Em 2022, além de fabricar as unidades de potência, a Honda continuou fornecendo suporte de operação na pista e na corrida, antes que a Red Bull Powertrains assumisse total responsabilidade por sua montagem e operação a partir de 2023, como estava programado inicialmente. No entanto, no Grande Prêmio do Japão de 2022, a Honda e a Red Bull anunciaram o fortalecimento de sua parceria, com a marca Honda retornando às pinturas da Red Bull e AlphaTauri para o restante da temporada de 2022. Com as unidades de potência continuando como propriedade intelectual da Honda e, devido a um congelamento de desenvolvimento, a Red Bull Powertrains não precisa desenvolver elas.
A Honda também retornou como nome de fornecedora de unidades de potência para a temporada de 2023, fornecendo unidades de potência com o emblema Honda RBPT. Após uma mudança na gestão desde que foi tomada a decisão de sair da Fórmula 1, a montadora japonesa permaneceu presente nas discussões sobre os futuros regulamentos da Fórmula 1 junto com outros fabricantes e manteve discussões com a Red Bull Racing sobre as possibilidades futuras de uma parceria renovada a partir da temporada de 2026, em diante, quando os novos regulamentos da unidade de potência entrarão em vigor. Com a Honda Racing Corporation, em dezembro de 2022, se registrando oficialmente seu interesse na FIA para ser fornecedora de unidades de potência em 2026. Porém, a Red Bull Powertrains também se inscreveu junto a FIA como fabricante de unidades de potência a partir da temporada de 2026.
Em 3 de fevereiro de 2023, a Red Bull e a Ford Motor Company anunciaram uma parceria estratégica que fará com que a Ford retorne à Fórmula 1 em 2026, seguindo os novos regulamentos de motores. A Ford fornecerá "expertise em áreas que incluem célula de bateria e tecnologia de motor elétrico, bem como software de controle e análise de unidades de potência" e "desenvolvimento de motores a combustão", e a empresa será renomeada para "Red Bull Ford Powertrains".

## Fornecimento de motores
| Ano  | Equipe          | Motor                          |
| ---- | --------------- | ------------------------------ |
| 2022 | Red Bull Racing | Red Bull RBPTH001 1.6 V6 Turbo |
| 2022 | AlphaTauri      | Red Bull RBPTH001 1.6 V6 Turbo |